# Palmillas de San Juan
Palmillas de San Juan es una localidad del estado mexicano de Guanajuato. Es parte del municipio de Comonfort.

## Toponimia
El nombre «San Juan» hace referencia al santo patrono de la localidad: Juan el Evangelista.

## Demografía
| Gráfica de evolución demográfica |
|                                  |

| Censo | Población |
| ----- | --------- |
| 1900  | 358       |
| 1910  | 304       |
| 1921  | 179       |
| 1930  | 304       |
| 1940  | 222       |
| 1950  | 306       |
| 1960  | 367       |
| 1970  | 477       |
| 1980  | 708       |
| 1990  | 905       |
| 2000  | 1 295     |
| 2010  | 1 467     |
| 2020  | 1 579     |